# R. Madhavan

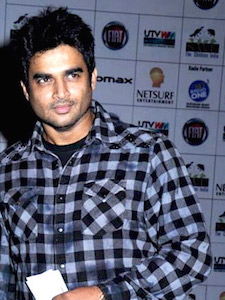
R. Madhavan

R. Madhavan (Ranganathan Madhavan; tamilisch: ஆர். மாதவன், Mātavaṉ; * 1. Juni 1970 in Jamshedpur, Jharkhand) ist ein indischer Schauspieler und Fernsehspielshowmoderator tamilischer Herkunft. 
Vor seiner Filmkarriere spielte der Sohn von Ranganathan, einem ehemaligen Armeeangehörigen, und dessen Frau Saroja in Hindi-Fernsehserien und Werbespots. Zum Durchbruch beim Spielfilm verhalf ihm seine Hauptrolle in Mani Ratnams tamilischem Film Alaipayuthey (2000). Bereits im Jahr 2001 stieg er nach Minnale von Gautham Menon in die erste Liga der Schauspieler der tamilischen Filmindustrie auf. Das Hindi-Remake dieses Films, Rehna Hai Tere Dil Mein mit Diya Mirza und Saif Ali Khan, war jedoch ein Kassenflop.
Für seine Rolle in Run (2002) wurde er als bester Hauptdarsteller bei den Filmfare Awards South ausgezeichnet. Nach dem Publikumserfolg in Mani Ratnams im kriegsgebeutelten Sri Lanka spielenden Kannathil Muthamittal versuchte Madhavan ein zweites Mal, in der Bollywoodfilmindustrie Fuß zu fassen. Der Streifen Dil Vil Pyar Vyar brachte aber für ihn wieder keinen Durchbruch. Auch seine nächsten tamilischen Filme waren nicht erfolgreich.
Erst der Erfolgsregisseur Mani Ratnam brachte ihm mit Aayitha Ezhuthu wieder in den Blickpunkt. Mit seiner negativen Rolle eines Gangsters gewann er als bester Nebendarsteller erneut einen Filmfare Award South. Im Hindi-Remake Yuva wurde die Rolle mit Abhishek Bachchan besetzt. Inzwischen hatte Madhavan mit seiner Rolle in Rang De Basanti auch in einem Bollywoodhit gespielt. In seinem jüngsten Film Rendu spielt er zum ersten Mal eine Doppelrolle.
R. Madhavan moderierte von Ende 2005 bis Januar 2006 die Spielshow Deal Ya No Deal für Doordarshan. Nachdem ihm die gleichzeitige Arbeit bei Film und Fernsehen zu viel wurde, übernahm ab Februar 2006 Mandira Bedi für die zweite Staffel der Spielshow den Posten. Die dritte Staffel ab Ende 2006 wurde wieder von Madhavan präsentiert.
Mit seiner Frau Sarita hat er einen Sohn und eine Tochter. Madhavan ist wie viele Tamilen Vegetarier und engagiert in Indien bei der PETA-Kampagne. Außerdem spielte er in dem Kurzfilm Herova Zerova neben Surya, seiner Frau Jothika und Vijay mit, um über Kinderarbeit aufzuklären.

## Filmografie (Auswahl)
- 2009: 3 Idiots